# 北村敏則
北村 敏則（きたむら としのり）は、京都府亀岡市西町出身の声楽家、音楽教育者。現在、京都市立芸術大学音楽学部・大学院で声楽を指導している。京都を代表するテノール歌手である。アマデウス音楽事務所所属。ペーター・シュライアーの再来といわれ、注目を浴びつつある。

## 略歴
- 先祖代々の地である京都府亀岡市で生まれ、幼少期を過ごした後、小学生時に京都市に引越し。北区で育つ。
- 京都市立芸術大学、同大学院を首席で修了。音楽学部賞・大学院賞を受賞。ヨーロッパ・ウィーンに留学。
- 日本シューベルト協会国際歌曲コンクール第1位、及び聴衆審査特別賞受賞。ボルツァーノ歌曲コンクール第1位、及びアダ・ヴェルバ賞受賞。青山音楽賞受賞。京都市芸術新人賞受賞。姫路城世界文化遺産登録記念イヴェント、オペラ「おなつ・清十郎」の清十郎役に抜擢されオペラデビュー。以後、中国二期会「魔笛」「こうもり」、倉敷音楽祭オペラ「ボエーム」、びわこ市民オペラ「シンデレラ」「マルタ」、そしてオペラビエンナーレ「ジプシー男爵」「フィガロの結婚」にいずれも客員として出演。関西二期会では「魔笛」でデビュー、続いて「愛の妙薬」「ナクソス島のアリアドネ」に出演。宗教曲、その中でも「ヨハネ・マタイ受難曲」のエヴァンゲリストとして知られている。
- 京都市立芸術大学教授、日本シューベル協会会員、関西二期会会員。
- 家族と共に京都市在住。